# The Strange Story of Sylvia Gray
The Strange Story of Sylvia Gray er en amerikansk stumfilm fra 1914 af Charles L. Gaskill.

## Medvirkende
- Helen Gardner som Sylvia Gray / Silvery
- Charles Kent som Henry Gray
- Mary Charleson som Margy
- Charles Eldridge som Adam
- Gladden James som Mr. Lennox